# Herrarnas spelartrupper i fotboll vid olympiska sommarspelen 2000
Den här artikeln innehåller lagen i Herrarnas turnering i fotboll vid olympiska sommarspelen 2000.

## Grupp A

### Australien
| Nr          | Namn             | Födelsedatum     | Klubb               |
| Målvakter   | Målvakter        | Målvakter        | Målvakter           |
| ----------- | ---------------- | ---------------- | ------------------- |
| 1           | Danny Milosevic  | 26 juni 1978     | Leeds United FC     |
| 18          | Michael Turnbull | 14 oktober 1981  | Marconi Stallions   |
| Försvarare  |                  |                  |                     |
| 4           | Hayden Foxe      | 23 juni 1977     | West Ham United     |
| 6           | Stephen Laybutt  | 3 augusti 1977   | Feyenoord Rotterdam |
| 12          | Con Blatsis      | 6 juli 1977      | Derby County FC     |
| Mittfältare |                  |                  |                     |
| 2           | Simon Colosimo   | 8 januari 1979   | Carlton SC          |
| 3           | Stan Lazaridis   | 16 augusti 1972  | Birmingham City FC  |
| 5           | Josip Skoko      | 10 december 1975 | KRC Genk            |
| 7           | Brett Emerton    | 22 februari 1979 | Feyenoord Rotterdam |
| 8           | Lucas Neill      | 9 mars 1978      | Millwall FC         |
| 10          | Kasey Wehrman    | 16 augusti 1977  | Perth Glory FC      |
| 13          | Vince Grella     | 5 oktober 1979   | Ternana Calcio      |
| 14          | Nick Rizzo       | 9 juni 1979      | Ternana Calcio      |
| 15          | Mark Bresciano   | 11 februari 1980 | Empoli FC           |
| 16          | Jason Čulina     | 5 augusti 1980   | Ajax Amsterdam      |
| Anfallare   |                  |                  |                     |
| 9           | Mark Viduka      | 9 oktober 1975   | Leeds United FC     |
| 11          | Clayton Zane     | 12 juli 1977     | Molde FK            |
| 17          | Michael Curcija  | 27 juni 1977     | FK Partizan         |

### Honduras
| Nr          | Namn                    | Födelsedatum      | Klubb            |
| Målvakter   | Målvakter               | Målvakter         | Målvakter        |
| ----------- | ----------------------- | ----------------- | ---------------- |
| 1           | Carlos Escobar          | 27 februari 1978  | CD Victoria      |
| 18          | Noel Valladares         | 3 maj 1977        | CD Motagua       |
| Försvarare  |                         |                   |                  |
| 2           | Iván Guerrero           | 30 november 1977  | CD Motagua       |
| 3           | Elmer Montoya           | 8 december 1977   | CD Motagua       |
| 4           | Júnior Izaguirre        | 12 augusti 1979   | CD Motagua       |
| 5           | Walter López            | 1 september 1977  | BSV Bad Bleiberg |
| 8           | Jaime Rosales           | 8 juni 1978       | CD Marathón      |
| Mittfältare |                         |                   |                  |
| 7           | Francisco Pavón         | 28 januari 1977   | BSV Bad Bleiberg |
| 10          | Julio León              | 13 september 1979 | Atletico Celaya  |
| 12          | Maynor Suazo            | 10 augusti 1979   | Austria Salzburg |
| 15          | Julio César Suazo       | 5 oktober 1978    | Austria Salzburg |
| 16          | Dany Turcios            | 8 maj 1978        | Universidad NAH  |
| 17          | Mario Chirinos          | 29 juli 1978      | CD Motagua       |
| Anfallare   |                         |                   |                  |
| 6           | Carlos Paes de Oliveira | 28 juli 1979      | CD Olimpia       |
| 9           | David Suazo             | 5 november 1979   | Cagliari Calcio  |
| 11          | Jairo Martinez          | 14 maj 1978       | CD Motagua       |
| 13          | Elvis Scott             | 10 februari 1978  | CD Platense      |
| 14          | Luis Ramírez            | 21 november 1977  | RCD España       |

### Italien
| Nr          | Namn                | Födelsedatum     | Klubb                   |
| Målvakter   | Målvakter           | Målvakter        | Målvakter               |
| ----------- | ------------------- | ---------------- | ----------------------- |
| 1           | Morgan De Sanctis   | 26 mars 1977     | Udinese Calcio          |
| 18          | Christian Abbiati   | 8 juli 1977      | AC Milan                |
| Försvarare  |                     |                  |                         |
| 2           | Alessandro Grandoni | 22 juli 1977     | UC Sampdoria            |
| 3           | Luca Mezzano        | 1 augusti 1977   | Hellas Verona FC        |
| 4           | Marco Zanchi        | 15 april 1977    | Juventus FC             |
| 5           | Matteo Ferrari      | 5 december 1979  | Inter                   |
| 14          | Claudio Rivalta     | 30 juni 1978     | Perugia Calcio          |
| 15          | Bruno Cirillo       | 21 mars 1977     | Inter                   |
| Mittfältare |                     |                  |                         |
| 6           | Gennaro Gattuso     | 9 januari 1978   | AC Milan                |
| 8           | Roberto Baronio     | 11 december 1977 | SS Lazio                |
| 13          | Massimo Ambrosini   | 29 maj 1977      | AC Milan                |
| 16          | Ighli Vannucchi     | 5 augusti 1977   | Salernitana Calcio 1919 |
| 17          | Cristiano Zanetti   | 10 april 1977    | AS Roma                 |
| 21          | Fabio Firmani       | 26 maj 1978      | Vicenza Calcio          |
| Anfallare   |                     |                  |                         |
| 7           | Gianni Comandini    | 18 maj 1977      | AC Milan                |
| 9           | Nicola Ventola      | 24 maj 1978      | Inter                   |
| 10          | Andrea Pirlo        | 19 maj 1979      | Inter                   |
| 11          | Gianluca Zambrotta  | 19 februari 1977 | Juventus FC             |
| 12          | Massimo Margiotta   | 27 juli 1977     | Udinese Calcio          |

### Nigeria
| Nr          | Namn               | Födelsedatum      | Klubb                       |
| Målvakter   | Målvakter          | Målvakter         | Målvakter                   |
| ----------- | ------------------ | ----------------- | --------------------------- |
| 1           | Greg Etafia        | 30 september 1982 | Lobi Stars                  |
| 18          | Sam Okoye          | 1 maj 1980        | Enugu Rangers               |
| Försvarare  |                    |                   |                             |
| 2           | Gbenga Okunowo     | 1 mars 1979       | FC Barcelona                |
| 3           | Celestine Babayaro | 29 augusti 1978   | Chelsea FC                  |
| 5           | Furo Iyenemi       | 17 juli 1978      | Royal Antwerp FC            |
| 6           | Christopher Kanu   | 4 december 1979   | Ajax Amsterdam              |
| 15          | Godwin Okpara      | 20 september 1972 | Paris Saint-Germain FC      |
| 16          | Isaac Okoronkwo    | 1 maj 1978        | FK Sjachtar Donetsk         |
| Mittfältare |                    |                   |                             |
| 10          | Azubike Oliseh     | 22 november 1978  | FC Utrecht                  |
| 11          | Garba Lawal        | 22 maj 1974       | Roda JC                     |
| 12          | Henry Onwuzuruike  | 26 december 1979  | SpVgg Greuther Fürth        |
| 14          | Blessing Kaku      | 5 mars 1978       | KRC Genk                    |
| Anfallare   |                    |                   |                             |
| 4           | Johnson Sunday     | 10 januari 1981   | Kwara United FC             |
| 7           | Victor Agali       | 29 december 1978  | FC Hansa Rostock            |
| 8           | Bright Igbinadolor | 16 december 1980  | Sporting de Gijón           |
| 9           | Yakubu Ayegbeni    | 22 november 1982  | Maccabi Haifa FC            |
| 13          | Pius Ikedia        | 11 juli 1980      | Ajax Amsterdam              |
| 17          | Julius Aghahowa    | 12 februari 1982  | Espérance Sportive de Tunis |

## Grupp B

### Chile
| Nr          | Namn               | Födelsedatum      | Klubb                   |
| Målvakter   | Målvakter          | Målvakter         | Målvakter               |
| ----------- | ------------------ | ----------------- | ----------------------- |
| 1           | Nelson Tapia       | 22 september 1966 | Universidad Católica    |
| 18          | Javier di Gregorio | 23 januari 1977   | Coquimbo Unido          |
| Försvarare  |                    |                   |                         |
| 2           | Cristian Álvarez   | 20 januari 1980   | Universidad Católica    |
| 3           | Claudio Maldonado  | 3 januari 1980    | São Paulo Futebol Clube |
| 4           | David Henríquez    | 12 juli 1977      | Colo-Colo               |
| 5           | Pablo Contreras    | 11 september 1978 | AS Monaco FC            |
| 6           | Pedro Reyes        | 13 november 1972  | AJ Auxerre              |
| 14          | Rodrigo Tello      | 14 oktober 1979   | Universidad de Chile    |
| 15          | Manuel Ibarra      | 18 november 1977  | Santiago Morning        |
| 16          | Rafael Olarra      | 26 maj 1978       | Universidad de Chile    |
| 19          | Mauricio Rojas     | 30 mars 1978      | Santiago Wanderers      |
| Mittfältare |                    |                   |                         |
| 8           | David Pizarro      | 11 september 1979 | Udinese Calcio          |
| 10          | Francisco Arrué    | 7 augusti 1977    | Santiago Wanderers      |
| 13          | Rodrigo Núñez      | 5 februari 1977   | Santiago Wanderers      |
| 17          | Patricio Ormazábal | 12 februari 1979  | Universidad Católica    |
| Anfallare   |                    |                   |                         |
| 7           | Sebastian Gonzalez | 14 december 1978  | Colo-Colo               |
| 9           | Iván Zamorano      | 18 januari 1967   | Inter                   |
| 11          | Reinaldo Navia     | 10 maj 1978       | Santiago Morning        |
| 12          | Hector Tapia       | 30 september 1977 | Perugia Calcio          |

### Marocko
| Nr          | Namn                    | Födelsedatum      | Klubb               |
| Målvakter   | Målvakter               | Målvakter         | Målvakter           |
| ----------- | ----------------------- | ----------------- | ------------------- |
| 1           | Tarik El Jarmouni       | 30 december 1977  | SCCM de Mohammédia  |
| 18          | Abdelilah Bagui         | 1 januari 1978    | MAS Fes             |
| Försvarare  |                         |                   |                     |
| 2           | Hamid Nater             | 30 december 1980  | Raja Casablanca     |
| 3           | Akram Roumani           | 1 april 1978      | KRC Genk            |
| 5           | Adel Chbouki            | 3 maj 1971        | Wydad Casablanca    |
| 6           | Fouzi El Brazi          | 22 maj 1977       | FC Twente           |
| 7           | Mohamed Kharbouch       | 22 januari 1977   | Raja Casablanca     |
| 13          | Noureddine Kacemi       | 17 oktober 1977   | SCCM de Mohammédia  |
| Mittfältare |                         |                   |                     |
| 8           | Abdelmajid Oulmers      | 12 september 1978 | ES Wasquehal        |
| 10          | Otmane El Assas         | 30 januari 1979   | OC Khouribga        |
| 15          | Youssef Safri           | 13 januari 1977   | Raja Casablanca     |
| 17          | Zakaria Aboub           | 3 juni 1980       | Raja Casablanca     |
| 19          | Abdeslam Ouaddou        | 1 november 1978   | AS Nancy            |
| 20          | Aissam El Barodi        | 10 maj 1978       | MAS Fes             |
| Anfallare   |                         |                   |                     |
| 4           | El Houssaine Ouchla     | 1 december 1970   | FAR Rabat           |
| 9           | Jaouad Zairi            | 17 april 1982     | FC Gueugnon         |
| 11          | Bouchaib El Moubarki    | 12 januari 1978   | Raja Casablanca     |
| 12          | Abdelfattah El Khattari | 3 mars 1977       | SCCM de Mohammédia  |
| 14          | Salaheddine Bassir      | 5 september 1971  | Deportivo La Coruña |
| 16          | Karim Benkouar          | 25 november 1979  | Nîmes Olympique     |

### Spanien
| Nr          | Namn                | Födelsedatum      | Klubb               |
| Målvakter   | Målvakter           | Målvakter         | Målvakter           |
| ----------- | ------------------- | ----------------- | ------------------- |
| 1           | Daniel Aranzubia    | 18 september 1979 | Athletic Bilbao     |
| 18          | Felip Ortiz         | 27 april 1977     | CF Extremadura      |
| Försvarare  |                     |                   |                     |
| 2           | Jesús María Lacruz  | 25 april 1978     | Athletic Bilbao     |
| 3           | Joan Capdevila      | 3 februari 1978   | Deportivo La Coruña |
| 4           | Carlos Marchena     | 21 juli 1979      | Sevilla FC          |
| 5           | Unai Vergara        | 20 januari 1977   | Villarreal CF       |
| 12          | Carles Puyol        | 13 april 1978     | FC Barcelona        |
| 14          | Ivan Amaya          | 3 september 1978  | Atletico de Madrid  |
| Mittfältare |                     |                   |                     |
| 6           | David Albelda       | 1 september 1977  | Valencia CF         |
| 8           | Xavi                | 25 januari 1980   | FC Barcelona        |
| 10          | Gabri               | 10 februari 1979  | FC Barcelona        |
| 11          | Jordi Ferrón        | 19 augusti 1978   | Real Zaragoza       |
| 15          | Ismael Ruiz         | 7 februari 1977   | Racing de Santander |
| 16          | Toni Velamazán      | 22 januari 1977   | RCD Espanyol        |
| Anfallare   |                     |                   |                     |
| 7           | Miguel Ángel Angulo | 23 juni 1977      | Valencia CF         |
| 9           | José Mari           | 10 december 1978  | AC Milan            |
| 13          | Albert Luque        | 11 mars 1978      | RCD Mallorca        |
| 17          | Raúl Tamudo         | 19 oktober 1977   | RCD Espanyol        |

### Sydkorea
| Nr          | Namn           | Födelsedatum     | Klubb                   |
| Målvakter   | Målvakter      | Målvakter        | Målvakter               |
| ----------- | -------------- | ---------------- | ----------------------- |
| 1           | Choi Hyun      | 7 november 1978  | Chungang University     |
| 18          | Kim Yong-dae   | 11 oktober 1979  | Yonsei University       |
| Försvarare  |                |                  |                         |
| 3           | Park Jae-Hong  | 10 november 1978 | Myongji University      |
| 5           | Sim Jae-Won    | 11 mars 1977     | Busan I'Cons            |
| 13          | Park Dong-Hyuk | 18 april 1979    | Korea University        |
| 14          | Kang Chul      | 2 november 1971  | Bucheon SK              |
| 15          | Cho Se-Kwon    | 26 juni 1978     | Korea University        |
| Mittfältare |                |                  |                         |
| 2           | Park Ji-Sung   | 25 februari 1981 | Kyoto Purple Sanga      |
| 4           | Park Jin-Sub   | 11 mars 1977     | Sangmu FC               |
| 6           | Kim Do-Kyun    | 13 januari 1977  | Ulsan Hyundai Horangi   |
| 8           | Ko Jong-Su     | 30 oktober 1978  | Suwon Samsung Bluewings |
| 10          | Lee Chun-Soo   | 9 juli 1981      | Korea University        |
| 12          | Lee Young-Pyo  | 23 april 1977    | Anyang LG Cheetahs      |
| 16          | Kim Sang-Sik   | 17 december 1976 | Seongnam Ilhwa Chunma   |
| 17          | Choi Tae-Uk    | 13 mars 1981     | Anyang LG Cheetahs      |
| 19          | Song Chong-Gug | 20 februari 1979 | Yonsei University       |
| Anfallare   |                |                  |                         |
| 7           | Choi Chul-Woo  | 30 november 1977 | Ulsan Hyundai Horangi   |
| 9           | Kim Do-Hoon    | 21 juli 1970     | Jeonbuk Hyundai Motors  |
| 11          | Lee Dong-Gook  | 29 april 1979    | Pohang Steelers         |

## Grupp C

### Kamerun
| Nr          | Namn               | Födelsedatum     | Klubb                  |
| Målvakter   | Målvakter          | Målvakter        | Målvakter              |
| ----------- | ------------------ | ---------------- | ---------------------- |
| 1           | Daniel Bekono      | 31 maj 1978      | Canon Yaoundé          |
| 18          | Idriss Kameni      | 18 februari 1984 | Le Havre AC            |
| Försvarare  |                    |                  |                        |
| 3           | Pierre Wome        | 26 mars 1979     | Bologna                |
| 4           | Serge Mimpo        | 6 februari 1974  | Panachaiki             |
| 5           | Patrice Abanda     | 3 augusti 1978   | Aris Thessaloniki FC   |
| 8           | Geremi Njitap      | 20 december 1978 | Real Madrid            |
| 12          | Lauren Etame Mayer | 19 januari 1977  | Arsenal FC             |
| 13          | Aaron Nguimbat     | 13 mars 1978     | Canon Yaoundé          |
| 17          | Serge Branco       | 11 oktober 1980  | Eintracht Braunschweig |
| Mittfältare |                    |                  |                        |
| 6           | Clément Beaud      | 7 december 1980  | Tonnerre Yaoundé       |
| 7           | Nicolas Alnoudji   | 9 december 1979  | Tonnerre Yaoundé       |
| 11          | Daniel Ngom Kome   | 19 maj 1980      | Levante UD             |
| 15          | Joël Epalle        | 20 februari 1978 | Ethnikos Piraeus FC    |
| 16          | Modeste M'bami     | 9 oktober 1982   | CS Sedan               |
| Anfallare   |                    |                  |                        |
| 2           | Albert Meyong Ze   | 19 oktober 1980  | Vitória de Setubal     |
| 9           | Samuel Eto'o       | 10 mars 1981     | Real Mallorca          |
| 10          | Patrick Mboma      | 15 november 1970 | Parma                  |
| 14          | Patrick Suffo      | 17 januari 1978  | Sheffield United FC    |

### Kuwait
| Nr          | Namn               | Födelsedatum     | Klubb              |
| Målvakter   | Målvakter          | Målvakter        | Målvakter          |
| ----------- | ------------------ | ---------------- | ------------------ |
| 1           | Shehab Kankune     | 28 april 1981    | Al Kazma Kuwait    |
| 18          | Nawaf Al Khaldi    | 25 maj 1981      | Al Qadisiya Kuwait |
| Försvarare  |                    |                  |                    |
| 3           | Jamal Mubarak      | 21 mars 1974     | Al Tadamon         |
| 5           | Abdullah Husan     | 13 december 1977 | Al Nasr            |
| 11          | Abdullah Wabran    | 7 februari 1971  | Al Tadamon         |
| 12          | Hamad Al-Tayar     | 10 februari 1982 | Al Kazma Kuwait    |
| 13          | Sadoun Salman      | 28 augusti 1977  | Al Qadisiya Kuwait |
| Mittfältare |                    |                  |                    |
| 2           | Naser Al-Omran     | 3 mars 1977      | Al Kazma Kuwait    |
| 4           | Bader Najem        | 20 augusti 1980  | Al Qadisiya Kuwait |
| 7           | Adel Al-Anezi      | 6 februari 1977  | Al Kuwait Kaifan   |
| 15          | Saleh Al-Beraiky   | 27 februari 1977 | Al Salmiya Club    |
| 16          | Yousef Zayed       | 2 september 1979 | Al Fehayheel       |
| 17          | Esam Al-Kandari    | 2 juli 1971      | Al Kazma Kuwait    |
| Anfallare   |                    |                  |                    |
| 6           | Nawaf Humaidan     | 8 mars 1981      | Al Kazma Kuwait    |
| 8           | Nasser Al-Othman   | 14 januari 1977  | Al Salmiya Club    |
| 9           | Bashar Abdullah    | 12 oktober 1977  | Al Salmiya Club    |
| 10          | Faraj Laheeb Saied | 3 oktober 1978   | Al Kuwait Kaifan   |
| 14          | Khalaf Al-Mutairi  | 25 juli 1979     | Al Jahra           |

### Tjeckien
| Nr          | Namn              | Födelsedatum      | Klubb               |
| Målvakter   | Målvakter         | Målvakter         | Målvakter           |
| ----------- | ----------------- | ----------------- | ------------------- |
| 1           | Aleš Chvalovský   | 29 maj 1979       | VfB Stuttgart       |
| 18          | Jaroslav Drobný   | 18 oktober 1979   | SK České Budějovice |
| Försvarare  |                   |                   |                     |
| 2           | Lukáš Došek       | 12 september 1978 | SK Sigma Olomouc    |
| 3           | Adam Petrouš      | 19 september 1977 | SK Sigma Olomouc    |
| 4           | Radoslav Kováč    | 27 november 1979  | SK Sigma Olomouc    |
| 5           | Roman Lengyel     | 3 november 1978   | AC Sparta Prag      |
| 13          | Erich Brabec      | 24 februari 1977  | FK Drnovice         |
| Mittfältare |                   |                   |                     |
| 6           | Roman Týce        | 7 maj 1977        | TSV 1860 München    |
| 7           | Libor Sionko      | 1 februari 1977   | AC Sparta Prag      |
| 8           | Tomáš Ujfaluši    | 24 mars 1978      | SK Sigma Olomouc    |
| 9           | Marek Jankulovski | 9 maj 1977        | S.S.C. Napoli       |
| 12          | Jan Polák         | 14 mars 1981      | 1. FC Brno          |
| 16          | Jan Šimák         | 13 oktober 1978   | Hannover 96         |
| Anfallare   |                   |                   |                     |
| 10          | Tomáš Kučera      | 13 februari 1977  | Marila Příbram      |
| 11          | Milan Baroš       | 28 oktober 1981   | Baník Ostrava       |
| 14          | Libor Došek       | 24 april 1978     | 1. FC Brno          |
| 15          | Martin Vozábal    | 8 november 1978   | SK České Budějovice |
| 17          | Marek Heinz       | 4 augusti 1977    | Hamburger SV        |

### USA
| Nr          | Namn             | Födelsedatum     | Klubb                  |
| Målvakter   | Målvakter        | Målvakter        | Målvakter              |
| ----------- | ---------------- | ---------------- | ---------------------- |
| 1           | Brad Friedel     | 18 maj 1971      | Liverpool FC           |
| 18          | Tim Howard       | 6 mars 1979      | MetroStars             |
| Försvarare  |                  |                  |                        |
| 2           | Brian Dunseth    | 2 mars 1977      | New England Revolution |
| 3           | Chad McCarty     | 5 oktober 1977   | Tampa Bay Mutiny       |
| 4           | Jeff Agoos       | 2 maj 1968       | D.C. United            |
| 6           | Frankie Hejduk   | 5 augusti 1974   | Bayer Leverkusen       |
| 8           | Danny Califf     | 17 mars 1980     | Los Angeles Galaxy     |
| 12          | Ramiro Corrales  | 12 mars 1977     | MetroStars             |
| 15          | Evan Whitfield   | 23 juni 1977     | Chicago Fire           |
| Mittfältare |                  |                  |                        |
| 5           | John O'Brien     | 29 augusti 1977  | Ajax Amsterdam         |
| 7           | Joey DiGiamarino | 6 april 1977     | Colorado Rapids        |
| 9           | Ben Olsen        | 3 maj 1977       | D.C. United            |
| 10          | Peter Vagenas    | 6 februari 1978  | Los Angeles Galaxy     |
| 14          | Sasha Victorine  | 3 februari 1978  | Los Angeles Galaxy     |
| Anfallare   |                  |                  |                        |
| 11          | Chris Albright   | 14 januari 1979  | D.C. United            |
| 13          | Landon Donovan   | 4 mars 1982      | Bayer Leverkusen       |
| 16          | Josh Wolff       | 25 februari 1977 | Chicago Fire           |
| 17          | Conor Casey      | 25 juli 1981     | University of Portland |

## Grupp D

### Brasilien
| Nr          | Namn                         | Födelsedatum      | Klubb                            |
| Målvakter   | Målvakter                    | Målvakter         | Målvakter                        |
| ----------- | ---------------------------- | ----------------- | -------------------------------- |
| 1           | Helton Arruda                | 18 maj 1978       | Club de Vasco da Gama            |
| 18          | Fábio Costa                  | 27 november 1977  | Santos Futebol Clube             |
| Försvarare  |                              |                   |                                  |
| 2           | Dermival Almeida Lima        | 28 juni 1978      | Santos Futebol Clube             |
| 3           | Fábio Bilica                 | 4 januari 1979    | F.B.C. Unione Venezia            |
| 4           | Álvaro Luiz Maior de Aquino  | 1 november 1977   | São Paulo FC                     |
| 6           | Fábio Aurélio                | 24 september 1979 | São Paulo FC                     |
| 13          | André Luís Garcia            | 31 juli 1979      | Santos Futebol Clube             |
| 14          | Lúcio                        | 8 maj 1978        | Sport Club Internacional         |
| 16          | Athirson Mazolli e Oliveira  | 16 januari 1977   | Clube de Regatas do Flamengo     |
| Mittfältare |                              |                   |                                  |
| 5           | Marcos Paulo Alves           | 11 maj 1977       | Cruzeiro Esporte Clube           |
| 8           | Fabiano Pereira              | 6 april 1978      | São Paulo FC                     |
| 9           | Luís Eduardo Schmidt         | 10 januari 1979   | São Paulo FC                     |
| 10          | Alexsandro de Souza          | 14 september 1977 | Parma FC                         |
| 12          | Roger Galera Flores          | 17 augusti 1978   | Fluminense Football Club         |
| 15          | Mozart Santos Batista Júnior | 8 november 1979   | Clube de Regatas do Flamengo     |
| Anfallare   |                              |                   |                                  |
| 7           | Ronaldinho                   | 21 mars 1980      | Grêmio Foot-Ball Porto Alegrense |
| 11          | Geovanni Deiberson Maurício  | 11 januari 1980   | Cruzeiro Esporte Clube           |
| 17          | Lucas Severino               | 3 januari 1979    | Stade Rennais FC                 |

### Japan
| Nr          | Namn               | Födelsedatum      | Klubb                     |
| Målvakter   | Målvakter          | Målvakter         | Målvakter                 |
| ----------- | ------------------ | ----------------- | ------------------------- |
| 1           | Seigo Narazaki     | 15 april 1976     | Nagoya Grampus Eight      |
| 18          | Ryota Tsuzuki      | 1 april 1978      | Gamba Osaka               |
| Försvarare  |                    |                   |                           |
| 2           | Yuji Nakazawa      | 25 februari 1978  | Verdy Kawasaki            |
| 3           | Naoki Matsuda      | 14 mars 1977      | Yokohama F. Marinos       |
| 4           | Ryuzo Morioka      | 7 oktober 1975    | Shimizu S-Pulse           |
| 5           | Tsuneyasu Miyamoto | 7 februari 1977   | Gamba Osaka               |
| 16          | Koji Nakata        | 9 juli 1979       | Kashima Antlers           |
| Mittfältare |                    |                   |                           |
| 6           | Junichi Inamoto    | 18 september 1979 | Gamba Osaka               |
| 7           | Hidetoshi Nakata   | 22 januari 1977   | AS Roma                   |
| 8           | Tomakazu Myojin    | 24 januari 1978   | Kashiwa Reysol            |
| 10          | Shunsuke Nakamura  | 24 juni 1978      | Yokohama F. Marinos       |
| 11          | Atsuhiro Miura     | 24 juli 1974      | Yokohama F. Marinos       |
| 12          | Tomoyuki Sakai     | 29 juni 1979      | JEF United Ichihara Chiba |
| 14          | Masashi Motoyama   | 20 juni 1979      | Kashima Antlers           |
| 15          | Norihiro Nishi     | 9 maj 1980        | Júbilo Iwata              |
| Anfallare   |                    |                   |                           |
| 9           | Tomoyuki Hirase    | 23 maj 1977       | Kashima Antlers           |
| 13          | Atsushi Yanagisawa | 27 maj 1977       | Kashima Antlers           |
| 17          | Naohiro Takahara   | 4 juni 1979       | Júbilo Iwata              |

### Slovakien
| Nr          | Namn              | Födelsedatum     | Klubb                |
| Målvakter   | Målvakter         | Målvakter        | Målvakter            |
| ----------- | ----------------- | ---------------- | -------------------- |
| 1           | Kamil Čontofalský | 3 juni 1978      | Bohemians 1905       |
| 18          | Martin Lipčák     | 22 december 1975 | Ozeta Dukla Trenčín  |
| 22          | Ján Mucha         | 20 juni 1978     | FC Nitra             |
| Försvarare  |                   |                  |                      |
| 2           | Marián Čišovský   | 2 november 1979  | FK Inter Bratislava  |
| 4           | Peter Hlinka      | 5 december 1978  | FC Tatran Prešov     |
| 5           | Peter Lérant      | 30 januari 1977  | Bayer Leverkusen     |
| 6           | Miloš Krško       | 23 oktober 1979  | Ozeta Dukla Trenčín  |
| 12          | Martin Petráš     | 2 november 1979  | FK Jablonec 97       |
| 14          | Andrej Šupka      | 22 januari 1979  | MFK Dubnica          |
| Mittfältare |                   |                  |                      |
| 3           | Miroslav Drobňák  | 29 maj 1977      | FC Tatran Prešov     |
| 7           | Karol Kisel       | 15 mars 1977     | Bohemians 1905       |
| 8           | Michal Pančík     | 17 december 1971 | ŠK Slovan Bratislava |
| 9           | Juraj Czinege     | 29 oktober 1977  | FK Inter Bratislava  |
| 10          | Miroslav Barčík   | 26 maj 1978      | MŠK Žilina           |
| 15          | Marek Mintál      | 2 september 1977 | MŠK Žilina           |
| 16          | Radoslav Kráľ     | 20 februari 1974 | FC Košice            |
| Anfallare   |                   |                  |                      |
| 11          | Ján Šlahor        | 16 maj 1977      | ŠK Slovan Bratislava |
| 13          | Martin Vyskoč     | 10 juni 1977     | MFK Ružomberok       |
| 17          | Andrej Porázik    | 27 juni 1977     | Ozeta Dukla Trenčín  |

### Sydafrika
| Nr          | Namn                 | Födelsedatum     | Klubb                |
| Målvakter   | Målvakter            | Målvakter        | Målvakter            |
| ----------- | -------------------- | ---------------- | -------------------- |
| 1           | Emile Baron          | 17 juni 1979     | Lillestrøm SK        |
| 18          | Brian Baloyi         | 16 mars 1974     | Kaizer Chiefs FC     |
| Försvarare  |                      |                  |                      |
| 2           | Fabian McCarthy      | 13 maj 1977      | Apollon FC Limassol  |
| 3           | David Kannemeyer     | 8 juli 1977      | Ajax Cape Town       |
| 4           | Nkhiphitheni Matombo | 31 januari 1977  | Ikapa Sporting F.C.  |
| 5           | Matthew Booth        | 14 mars 1977     | Mamelodi Sundowns    |
| 14          | Aaron Mokoena        | 25 november 1980 | Ajax Amsterdam       |
| Mittfältare |                      |                  |                      |
| 6           | Quinton Fortune      | 21 maj 1977      | Manchester United FC |
| 7           | Stanton Fredericks   | 13 juni 1977     | Wits University FC   |
| 10          | Steve Lekoelea       | 5 februari 1979  | Orlando Pirates FC   |
| 11          | Jabu Pule            | 11 juli 1980     | Kaizer Chiefs FC     |
| 12          | Dumisa Ngobe         | 5 maj 1973       | MKE Ankaragücü       |
| 13          | Abram Nteo           | 15 juli 1977     | Bloemfontein Celtic  |
| 16          | Delron Buckley       | 7 december 1977  | VfL Bochum           |
| Anfallare   |                      |                  |                      |
| 8           | Daniel Matsau        | 18 januari 1977  | Kaizer Chiefs FC     |
| 9           | Nkosinathi Nhleko    | 24 juli 1979     | Jomo Cosmos FC       |
| 15          | Siyabonga Nomvethe   | 2 december 1977  | Kaizer Chiefs FC     |
| 17          | Benni McCarthy       | 12 november 1977 | RC Celta de Vigo     |